# Xenorophidae
Gli xenorofidi (Xenorophidae) sono un gruppo di cetacei estinti, appartenenti agli odontoceti. Vissero nell'Oligocene (circa 28 - 23 milioni di anni fa) e i loro resti fossili sono stati ritrovati nella parte orientale degli Stati Uniti. Sono considerati tra i più antichi e più arcaici fra gli odontoceti.

## Descrizione
Questi animali, solitamente non più lunghi di tre metri, possedevano un rostro estremamente sottile e moderatamente allungato. Tra le altre caratteristiche distintive, si ricordano le grandi ossa lacrimali che ricoprivano in parte i processi sopraorbitali e la copertura parziale o completa della fossa temporale. La dentatura era rimasta eterodonte, come quella degli archeoceti, con piccoli denti triangolari e dentellati nella parte posteriore delle fauci. Rispetto ad altri odontoceti, le ossa nasali degli xenorofidi erano allungate ma tendevano ad essere spostate posteriormente (così come le narici esterne), spingendo quindi anche il parietale e il sopraoccipitale all'indietro (Geisler et al., 2014). Questo insolito stile di muso telescopico è notevolmente diverso da quello degli altri odontoceti arcaici, in cui le narici retratte implicano la riduzione delle ossa nasali e il sopraoccipitale mantiene più o meno la classica posizione.

## Classificazione
La famiglia Xenorophidae venne istituita nel 2008 da Uhen, per accogliere Xenorophus e l'assai simile Albertocetus, due cetacei provenienti da terreni oligocenici del Nordamerica orientale. Attualmente, i generi inclusi comprendono anche Archaeodelphis e i ben noti Echovenator e Cotylocara. Gli xenorofidi sono tra le radiazioni evolutive più basali del gruppo degli odontoceti, secondi solo ad Ashleycetus in quanto a primitività. Le interpretazioni correnti indicano che questa famiglia ebbe un'evoluzione parallela a quella degli altri odontoceti, soprattutto per quanto riguarda la marcata elaborazione del loro apparato di ecolocazione. L'evoluzione del biosonar degli xenorofidi anticipò alcuni sviluppi simili, ma convergenti che ebbero luogo lungo la linea evolutiva degli odontoceti derivati (ad esempio la fossa temporale ricoperta), ma portò anche allo sviluppo di tratti unici a questa famiglia, come l'apparizione di bacini rostrali nella mascella (Geisler et al., 2014).